# Greg Beeman
Greg Beeman est un réalisateur, producteur et scénariste américain, né en 1962 à Honolulu, Hawaï (États-Unis).

## Filmographie

### Comme réalisateur
- 1986 : The Richest Cat in the World (en) (TV)
- 1986 : Little Spies (TV)
- 1988 : Plein Pot (License to Drive)
- 1990 : Tales of the Unknown
- 1992 : Mom and Dad Save the World
- 1993 : Harts of the West (en) (série télévisée)
- 1995 : Junior le terrible 3 (Problem Child 3: Junior in Love) (TV)
- 1995 : Max zéro malgré lui (Bushwhacked)
- 1996 : The Sentinel (série télévisée)
- 1997 : Under Wraps (TV)
- 1998 : Brink! (TV)
- 1998 : Le Flic de Shanghaï (Martial Law) (série télévisée)
- 1999 : Deux privés à Vegas (The Strip) (série télévisée)
- 1999 : Le Ranch du bonheur (en) (Horse Sense) (TV)
- 2000 : I Spike (série télévisée)
- 2000 : City of Angels (série télévisée)
- 2000 : Miracle sur la deuxième ligne (TV)
- 2000 : Le Plus Beau Cadeau de Noël (The Ultimate Christmas Present) (TV)
- 2001 : Philly (série télévisée)
- 2002 : A Ring of Endless Light (en) (TV)
- 2006 : Heroes (TV)
- 2011-2015 : Falling Skies (série télévisée)

### Comme producteur
- 1996 : Nash Bridges (série télévisée)
- 1999 : Le Ranch du bonheur (en) (Horse Sense) (TV)
- 2000 : Miracle sur la deuxième ligne (TV)
- 2002 : A Ring of Endless Light (en) (TV)

### Comme scénariste
- 1990 : Tales of the Unknown